# Ziqiang
Ziqiang (kinesiska: 自强, 自强乡) är en socken i Kina. Den ligger i provinsen Heilongjiang, i den nordöstra delen av landet, omkring 150 kilometer nordväst om provinshuvudstaden Harbin. Ziqiang ligger vid sjöarna  Zhaojiatun Nanpao och Dongjia Pao.
Genomsnittlig årsnederbörd är 739 millimeter. Den regnigaste månaden är juli, med i genomsnitt 211 mm nederbörd, och den torraste är januari, med 4 mm nederbörd.